# Złoty podział

Złoty prostokąt z dłuższym bokiem a i krótszym b, który złączony z kwadratem o boku długości a utworzy podobny złoty prostokąt o dłuższym boku a + b i krótszym a. Ilustruje to równanie

Złoty podział (łac. sectio aurea), podział harmoniczny, złota proporcja, boska proporcja (łac. divina proportio) – podział odcinka na dwie części tak, by stosunek długości dłuższej z nich do krótszej był taki sam, jak całego odcinka do części dłuższej. Innymi słowy: długość dłuższej części ma być średnią geometryczną długości krótszej części i całego odcinka. Rysunek obok ilustruje ten związek geometrycznie. Wyrażony algebraicznie:
{\displaystyle {\frac {a+b}{a}}={\frac {a}{b}}\equiv \varphi .}
Stosunek, o którym mowa w definicji, nazywa się złotą liczbą i oznacza grecką literą φ (czyt. „fi”). Jej wartość wynosi:
{\displaystyle \varphi ={\frac {1+{\sqrt {5}}}{2}}=1{,}61803\,39887\dots }
Złoty podział wykorzystuje się często w estetycznych, proporcjonalnych kompozycjach architektonicznych, malarskich, fotograficznych itp. Znany był już w starożytności i przypisywano mu wyjątkowe walory estetyczne. Stosowano go np. w planach budowli na Akropolu.
Co najmniej od XX wieku wielu artystów i architektów tworzyło swoje dzieła z zachowaniem złotego stosunku – szczególnie w formie złotego prostokąta, w którym stosunek dłuższego boku do krótszego jest równy złotej proporcji – zgodnie z poglądem, że takie proporcje wyglądają estetycznie (zobacz Zastosowania i obserwacje poniżej). Złoty prostokąt może być rozcięty na kwadrat i mniejszy prostokąt o tych samych proporcjach co rozcinany. Matematycy, począwszy od Euklidesa, badali złoty podział z powodu jego wyjątkowych i interesujących własności. Złoty podział jest także używany w analizie rynków finansowych, w strategiach takich jak zniesienia Fibonacciego (ang. Fibonacci retracement).
Złoty podział (łac. sectio aurea) jest często nazywany złotym stosunkiem lub złotym środkiem. Inne nazwy obejmują złoty sposób, średni podział, boską proporcję, boski podział (łac. sectio divina), złotą proporcję, złote cięcie, złotą liczbę i środek Fidiasza.

## Wartość liczbowa
| Dwójkowo            | 1,1001111000110111011…                                                                                 |
| Dziesiętnie         | 1,6180339887498948482…                                                                                 |
| Szesnastkowo        | 1,9E3779B97F4A7C15F39…                                                                                 |
| Ułamek łańcuchowy   | {\displaystyle 1+{\cfrac {1}{1+{\cfrac {1}{1+{\cfrac {1}{1+{\cfrac {1}{1+\ddots }}}}}}}}}              |
| Ułamek zwykły       | {\displaystyle {\frac {1+{\sqrt {5}}}{2}}}                                                             |
| Szereg nieskończony | {\displaystyle {\frac {13}{8}}+\sum _{n=0}^{\infty }{\frac {(-1)^{(n+1)}(2n+1)!}{(n+2)!n!4^{(2n+3)}}}} |

Dwie wielkości {\displaystyle a} i {\displaystyle b} są w złotym stosunku {\displaystyle \varphi ,} jeżeli:
{\displaystyle {\frac {a+b}{a}}={\frac {a}{b}}=\varphi .}
Jedna metoda znajdowania wartości {\displaystyle \varphi } to rozpoczęcie od lewej strony. Z rozdzielenia w powyższej równości dzielenia względem dodawania i podstawienie {\displaystyle b/a=1/\varphi } wynika
{\displaystyle {\frac {a+b}{a}}=1+{\frac {b}{a}}=1+{\frac {1}{\varphi }},}
czyli
{\displaystyle 1+{\frac {1}{\varphi }}=\varphi .}
Mnożąc obustronnie przez {\displaystyle \varphi ,} otrzymujemy
{\displaystyle \varphi +1=\varphi ^{2}.}
Przegrupowując wyrazy, powyższą równość sprowadza się do postaci ogólnej równania kwadratowego:
{\displaystyle \varphi ^{2}-\varphi -1=0.}
Ma ono dwa rozwiązania rzeczywiste:
{\displaystyle {\frac {1\pm {\sqrt {5}}}{2}},}
z których jedno jest dodatnie:
{\displaystyle \varphi ={\frac {1+{\sqrt {5}}}{2}}=1{,}6180339887\dots }
Czasami tym samym terminem określa się liczbę odwrotną:
{\displaystyle {\frac {1}{\varphi }}={\frac {2}{1+{\sqrt {5}}}}={\frac {{\sqrt {5}}-1}{2}}=\varphi -1\approx 0{,}618033989.}

## Historia

Matematyk Mark Barr zaproponował użycie pierwszej litery imienia greckiego rzeźbiarza Fidiasza, phi, do oznaczenia złotej liczby. Zazwyczaj używana jest mała litera (φ). Czasami, duża litera (Φ) oznacza Odwrotność złotego podziału, 1/φ.

Złoty podział fascynował zachodnich intelektualistów o różnych profesjach od co najmniej 2400 lat. Według Maria Livia:

Wielu z największych matematycznych umysłów w historii, od Pitagorasa i Euklidesa w starożytnej Grecji, przez średniowiecznego włoskiego matematyka Leonarda z Pizy i renesansowego astronoma Johannesa Keplera, do współczesnych naukowców takich jak oksfordzki fizyk Roger Penrose spędziło niezliczone godziny nad tym prostym złotym podziałem i jego własnościami. Jednakże fascynacja złotą proporcją nie jest ograniczona jedynie do matematyków. Biolodzy, artyści, muzycy, historycy, architekci, psycholodzy, a nawet mistycy zastanawiali się i debatowali nad przyczynami jego powszechności i własności. W rzeczywistości, można prawdopodobnie powiedzieć, że złoty podział inspirował myślicieli wszystkich dziedzin bardziej niż żadna inna liczba w historii matematyki.

Starożytni greccy matematycy rozpoczęli badania nad tym, co nazywamy dzisiaj złotym podziałem z powodu jego częstej obecności w geometrii. Podział linii w „złoty sposób” (złoty podział) jest istotny w geometrii foremnych pentagramów i pentagonów. Grecy zazwyczaj przypisywali odkrycie tego związku Pitagorasowi albo jego uczniom. Pentagram foremny ze wpisanym pentagonem był symbolem pitagorejczyków.
Elementy Euklidesa (gr. Στοιχεῖα) podają pierwszą znaną zapisaną definicję pojęcia określanego dzisiaj jako złoty podział: „Prosta linia jest podzielona w złoty sposób, gdy stosunek całej linii do większego odcinka jest równy stosunkowi większego do mniejszego”. Euklides nie używa nigdzie nazwy z odniesieniem do złota (ta pojawi się dopiero w XIX w.), używa określenia „skrajne i średnia”, co zapewne ma odnosić się do stosunków jakie tworzą wartości powstałe w wyniku podziału (całość, część większa, część mniejsza), wśród których są skrajne (minimalna i maksymalna) oraz średnia. W Elementach kilka zaproponowanych propozycji (twierdzeń w dzisiejszym rozumieniu) i ich dowody stosują złoty podział. Niektóre z tych propozycji pokazują, że złoty podział jest liczbą niewymierną.
Nowożytna historia złotego podziału zaczyna się od De divina proportione Luca Pacioliego z 1509 roku, które pobudziło wyobraźnię artystów, architektów, naukowców i mistyków matematycznymi i innymi własnościami złotego podziału.

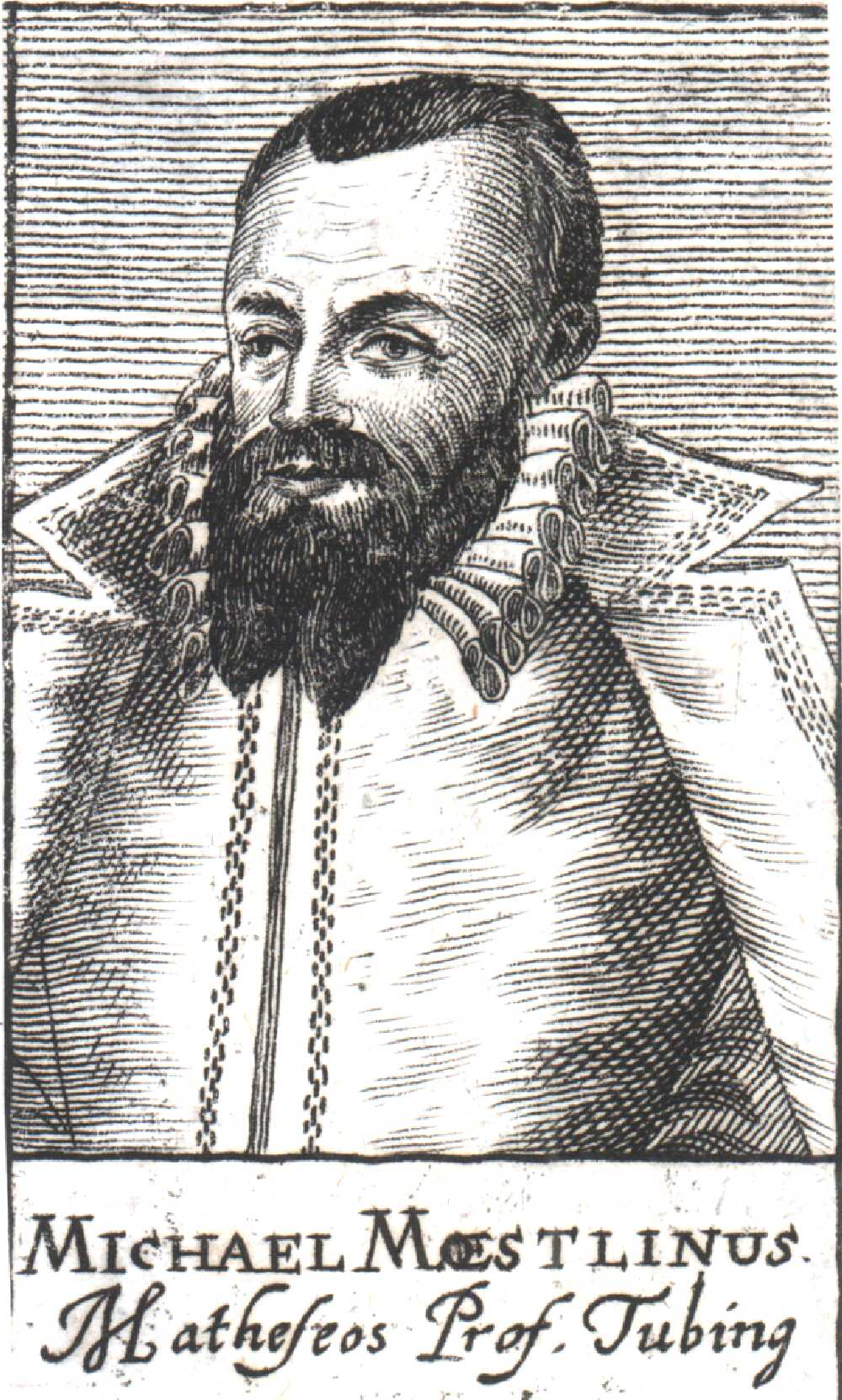
Michael Maestlin po raz pierwszy opublikował dziesiętne przybliżenie złotego podziału w 1597.

Pierwsze znane przybliżenie (odwrotności) złotego podziału w postaci ułamka dziesiętnego wynoszące „około 0,6180340” zostało zapisane w 1597 przez Michaela Maestlina z Uniwersytetu w Tybindze w liście do swojego byłego studenta Johannesa Keplera.
Od XX wieku złoty podział oznaczany jest grecką literą Φ lub φ (phi, od Fidiasza, rzeźbiarza, który podobno zastosował go w swoich dziełach) lub rzadziej jako τ (tau, pierwsza litera starogreckiego rdzenia τομή – znaczącego ciąć).

### Kalendarium
Kalendarium według Priyi Hemenway
- Fidiasz (490–430 p.n.e.) stworzył figury Partenonu, które wydają się zachowywać złote proporcje.
- Platon (427–347 p.n.e.) w swoim dialogu Timajos (gr. Τίμαιος) opisuje pięć możliwych wielościanów foremnych (Wielościany platońskie: czworościan, sześcian, ośmiościan, dwunastościan i dwudziestościan), z których niektóre są powiązane ze złotym podziałem[16].
- Euklides (ok. 325 – ok. 265 p.n.e.) w swoich Elementach podał pierwszą pisaną definicję złotego podziału nazwaną w tłumaczeniu na polski „w złoty sposób” (gr. ἄκρος καὶ μέσος λόγος)[5].
- Fibonacci (1170–1250) wspomina serię liczb zwaną dziś jego imieniem w swoim Liber abaci; stosunek kolejnych wyrazów Ciągu Fibonacciego zbliża się do złotego podziału asymptotycznie.
- Luca Pacioli (1445–1517) określa złoty podział jako „doskonałą proporcję” w swoim Divina Proportione.
- Michael Maestlin (1550–1631) publikuje pierwsze znane przybliżenie (odwrotności) złotego podziału jako ułamek dziesiętny.

Trójkąt Keplera

- Johannes Kepler (1571–1630) udowadnia, że złoty podział jest granicą stosunku kolejnych liczb Fibonacciego[17], i opisuje złoty stosunek jako „drogi skarb”: „Geometria ma dwa wielkie skarby: jednym z nich jest twierdzenie Pitagorasa, a drugim podział odcinka w złoty sposób; pierwszy z nich możemy porównać do złota, a drugi do drogocennego klejnotu”. Te dwa „skarby” są obecne w trójkącie Keplera.
- Charles Bonnet (1720–1793) wskazuje, że na spirali modelującej ulistnienie, kąty zaznaczone przez kolejne liście skręcające zgodnie i przeciwnie do wskazówek zegara często są do siebie w stosunku takim, jaki zachodzi pomiędzy dwoma kolejnymi wyrazami ciągu Fibonacciego.
- Martin Ohm (1792–1872) jest uważany za pierwszego, który użył określenia goldener Schnitt (złoty podział) do opisu tego stosunku, w 1835[18].
- Édouard Lucas (1842–1891) nadaje ciągowi znanemu dziś jako ciąg Fibonacciego jego współczesną nazwę.
- Mark Barr (XX wiek) proponuje grecką literę fi (φ), pierwszą literę imienia greckiego rzeźbiarza Fidiasza jako symbol złotego podziału[19].
- Roger Penrose (1931 –) odkrywa symetryczny nieokresowy wzór zachowujący złoty stosunek w dziedzinie parkietażu, który prowadzi do odkrycia kwazikryształów.

## Zastosowania i obserwacje

### Estetyka
De divina proportione, trzytomowe dzieło Luca Pacioliego opublikowano w 1509. Pacioli, franciszkański mnich, znany jest głównie jako matematyk, ale był również wyedukowanym pasjonatem sztuki. De Divina Proportione zgłębia matematykę złotego podziału. Chociaż często mówi się, że Pacioli doradzał użycie złotego podziału w celu uzyskania pięknych, harmonijnych proporcji, Livio wskazuje, że ta interpretacja jest związana z błędem z 1799 roku, a Pacioli w rzeczywistości zalecał stosowanie witruwiańskiego systemu proporcji. Pacioli zauważał również katolickie, religijne znaczenie podziału, z którego bierze się tytuł pracy. Ilustrowana rysunkami wielościanów foremnych autorstwa Leonarda da Vinci, długoletniego przyjaciela i współpracownika Pacioliego, De Divina Proportione miała duży wpływ na pokolenia artystów i architektów.

### Architektura

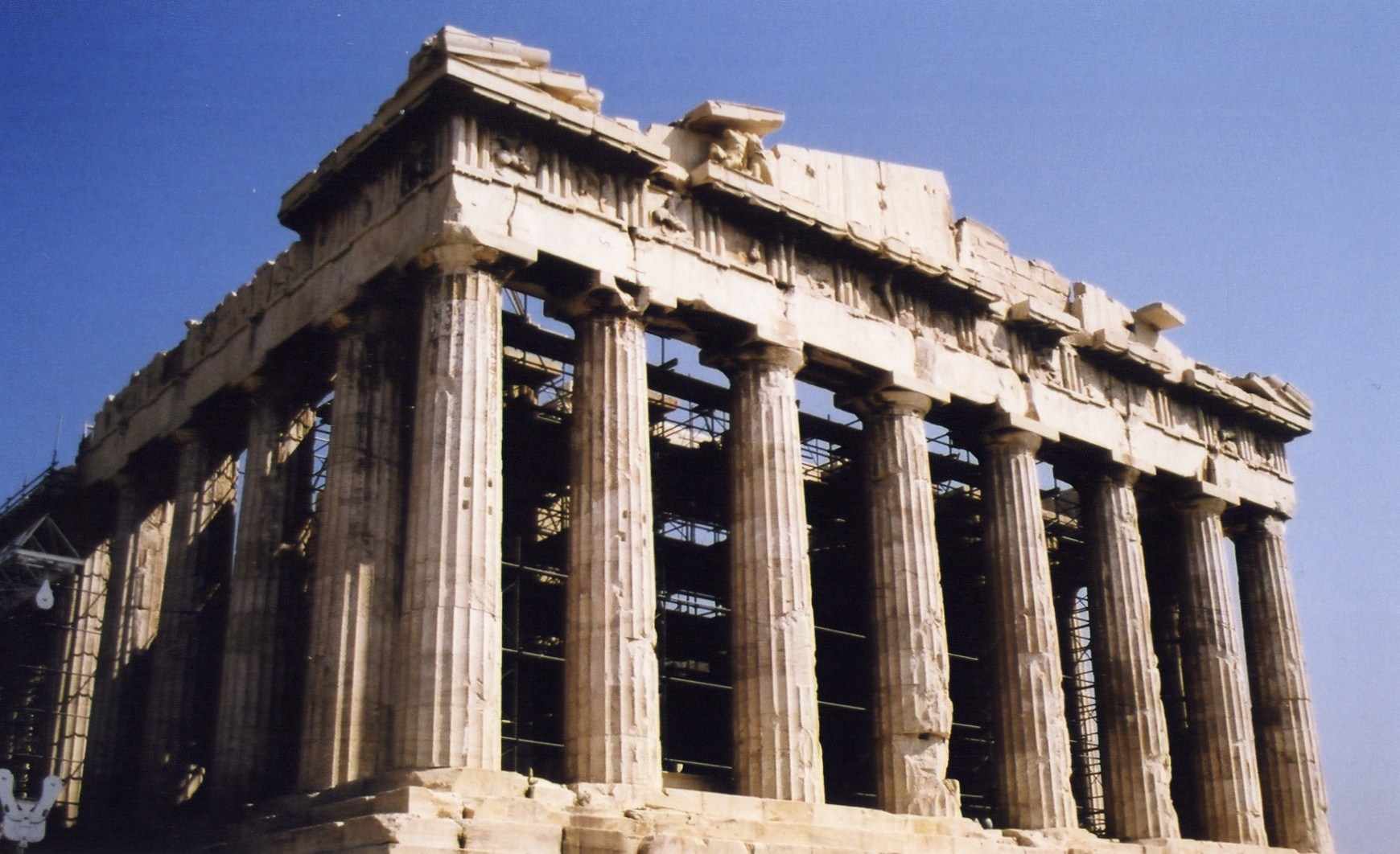
Wiele proporcji Partenonu uznaje się za zachowujące złoty podział.

Fasada Partenonu, jak również wiele elementów na niej i w innych miejscach są określane przez niektórych jako zawierające się w złotych prostokątach. Inni akademicy zaprzeczają, że Grecy mieli jakiekolwiek estetyczne skojarzenia ze złotym podziałem. Na przykład Midhat J. Gazalé mówi: „Jednakże aż do Euklidesa własności matematyczne złotego podziału nie były studiowane. W Elementach (308 p.n.e.) grecki matematyk zaledwie określał go jako ciekawą liczbę niewymierną, związaną ze złotym sposobem podziału odcinka. Jego występowanie zostało zauważone w foremnych pięciokątach i dziesięciokątach, jak również w dwunastościanie (wielościanie foremnym, którego ściany są pięciokątami foremnymi). Jest to naprawdę znamienne, że wielki Euklides w przeciwieństwie do pokoleń mistyków po nim traktował tę liczbę trzeźwo taką, jak jest, bez dodawania jej własności innych niż te, które posiada”. Również Keith Devlin twierdzi: „Zdecydowanie, często powtarzane twierdzenie, że Partenon w Atenach jest oparty na złotym podziale, nie jest potwierdzone przez żadne prawdziwe pomiary. Tak naprawdę cała historia o Grekach i złotym podziale wydaje się być bez podstaw. Jedyne, co wiemy na pewno, to to, że Euklides w swoim sławnym podręczniku Elementy, napisanym około 300 p.n.e., pokazał jak obliczyć jego wartość”. Bardziej współczesne źródła takie jak Witruwiusz omawiają wyłącznie proporcje możliwe do zapisania jako liczby całkowite, tzn. wymierne w przeciwieństwie do proporcji niewymiernych.
Geometryczna analiza Wielkiego Meczetu z Kairuanu ujawnia konsekwentne zastosowanie złotego podziału w wystroju, zgodnie z twierdzeniami Boussory i Mazouza. Można znaleźć go w ogólnych proporcjach planu i w wymiarach miejsca modlitwy, sądu i minaretu. Boussora i Mazouz badali również wcześniejsze teorie archeologiczne dotyczące meczetu i przedstawili konstrukcje geometryczne oparte na złotym podziale przez zastosowanie ich do planu meczetu w celu sprawdzenia ich hipotezy.
Szwajcarski architekt Le Corbusier, sławny ze swojego wkładu we współczesny styl międzynarodowy, oparł swoją filozofię projektowania na harmonii i proporcjach. Jego wiara w porządek matematyczny wszechświata była blisko związana ze złotym podziałem i ciągiem Fibonacciego, który opisał jako „rytmy widoczne dla oka i wyraźnie powiązane ze sobą. A rytmy te są podstawą wszelkich działalności człowieka. Wybrzmiewają one w człowieku przez nieuchronność organiczną, tę samą, która powoduje wyprowadzenie złotego podziału przez dzieci, starców, dzikusów i wykształconych”.
Le Corbusier jawnie użył złotego podziału w swoim systemie skali proporcji architektonicznych Modulor. Uważał ten system za kontynuację długiej tradycji Witruwiusza, „człowieka witruwiańskiego” Leonarda da Vinci, prac Leona Battisty Albertiego i innych używających proporcji ciała ludzkiego do udoskonalenia wyglądu i funkcjonalności architektury. Oprócz złotego podziału Le Corbusier oparł system na pomiarach ciała ludzkiego, ciągu Fibonacciego, i jednostkach podwójnych. Rozciągnął powiązania złotego podziału z proporcjami ciała ludzkiego do ekstremum: podzielił swoją modelową wysokość człowieka na dwie części w złotym stosunku na wysokości pępka, następnie podzielił uzyskane odcinki również w tej proporcji na wysokości kolan i szyi; używał tych proporcji w swoim systemie Modulor. Villa Stein w Garches Le Corbusiera z 1927 jest przykładem zastosowania systemu Modulor. Prostokątny plan willi, elewacja i wewnętrzna struktura są dobrym przybliżeniem złotych prostokątów.
Inny szwajcarski architekt, Mario Botta, oparł wiele swoich planów na figurach geometrycznych. Kilka prywatnych domów, które zaprojektował w Szwajcarii, składa się z kwadratów i kół, sześcianów i walców. W domu jego autorstwa w Origlio złoty stosunek panuje pomiędzy centralną i bocznymi częściami domu.
W swojej ostatniej książce Jason Elliot sugeruje, że złoty podział został użyty przez projektantów placu Naghsz-e Dżahan i przyległego meczetu szejcha Lotfollaha.

### Malarstwo

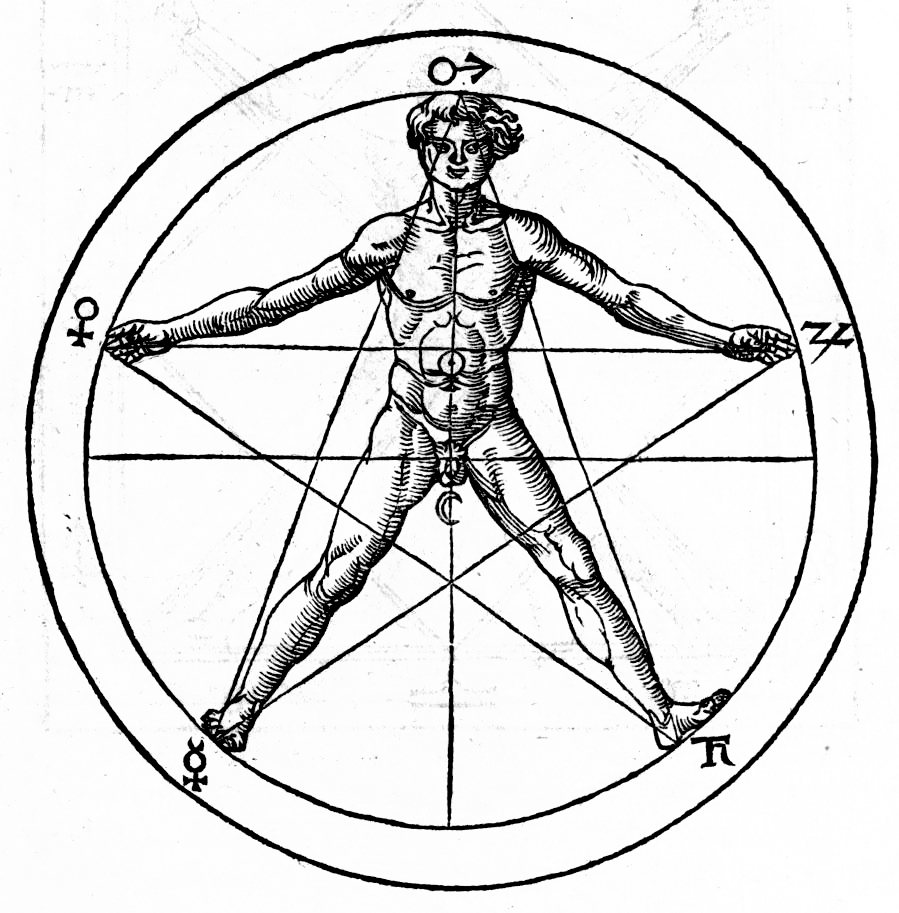
Rysunek ciała ludzkiego w pentagramie sugeruje powiązania ze złotym podziałem.

Szesnastowieczny filozof Heinrich Agrippa narysował człowieka na pentagramie wpisanym w koło, co sugeruje związek ze złotym podziałem.
Ilustracje wielościanów Leonarda da Vinci w De Divina Proportione (O Boskich Proporcjach) i jego poglądy, że niektóre proporcje ciała zachowują złoty stosunek, doprowadziły niektórych akademików do spekulacji, że stosował on złoty podział w swoich obrazach. Jednak sugestie, że np. jego Mona Lisa zachowuje złote proporcje, nie jest poparta w żadnych zapisach samego Leonarda.
Salvador Dalí pod wpływem prac Matili Ghyki, jawnie użył złotego podziału w swoim arcydziele Sakrament Ostatniej Wieczerzy. Wymiary płótna są wymiarami złotego prostokąta. Ogromny dwunastościan przedstawiony w perspektywie tak, że jego krawędzie są do siebie w złotych proporcjach, jest zawieszony ponad i za Jezusem, dominując w kompozycji.
Mondrian podobno często używał złotego podziału w swoich geometrycznych obrazach, chociaż niektórzy eksperci (włączając krytyka Yve’a-Alaina Boisa) kwestionowali to twierdzenie.
Badanie statystyczne 565 dzieł sztuki różnych wielkich malarzy, przeprowadzone w 1999, wykazało, że ci artyści nie użyli złotego podziału w wymiarach swoich płócien. Badanie stwierdziło, że średni stosunek dwóch boków badanych obrazów wynosi 1,34, ze średnimi dla poszczególnych malarzy obejmującymi od 1,04 (Goya) do 1,46 (Bellini). Z drugiej strony, Pablo Tosto wymienił ponad 350 dzieł znanych artystów, z których ponad 100 miało płótna o proporcjach złotego prostokąta i pierwiastka z 5, natomiast inne proporcje takie jak pierwiastki z 2, 3, 4 i 6.

### Wymiary książek
Według Jana Tschicholda:

Przedstawienie proporcji średniowiecznego rękopisu. Według Jana Tschicholda: „Proporcje strony 2:3. Proporcje marginesów 1:1:2:3. Obszar tekstu w złotej proporcji”.

Był czas, gdy odstępstwa od naprawdę pięknych proporcji strony {\displaystyle 2{:}3,\ 1{:}{\sqrt {3}}} i złotego podziału były rzadkie. Wiele książek wydanych między 1550 i 1770 stosują te proporcje z dokładnością do pół milimetra.

### Badania postrzegania
Badania psychologów od Fechnera były nakierowane na sprawdzenie hipotezy, że złoty podział gra rolę w ludzkim postrzeganiu piękna. Podczas gdy Fechner wykrył preferencje do wybierania prostokątów o proporcjach zbliżonych do złotego podziału, dalsze próby uważnego sprawdzenia tego twierdzenia były co najmniej niejednoznaczne.

### Muzyka
Ernő Lendvaï określa dzieła Béli Bartóka jako bazujące na dwóch przeciwstawnych systemach: opartym na złotym podziale i skali akustycznej, jednakże inni akademicy muzyki odrzucają te analizy. W Muzyce na smyczki, perkusję i czelestę Bertóka postęp ksylofonu zachodzi w odstępach 1:2:3:5:8:5:3:2:1. Francuski kompozytor Erik Satie użył złotego podziału w kilku swoich dziełach, zasugerowano m.in. jego użycie w Sonneries de la Rose+Croix.
Złoty podział widoczny jest również w organizacji sekcji muzyki Debussy’ego Reflets dans l'eau (Odbicia w wodzie), z Images (1. seria, 1905), w których „sekwencja klawiszy jest zaznaczona w odstępach 34, 21, 13 i 8, a główna kulminacja w pozycji phi”.
Muzykolog Roy Howat zaobserwował, że formalne granice La Mer odpowiadają dokładnie złotemu podziałowi. Trezise określa to jako „warte zauważenia”, ale ostrzega, że żadne pisemne czy zachowane dowody nie wskazują, że Debussy świadomie użył tych proporcji.
Pearl Drums wykonuje otwory w swoich modelach Masters Premium w oparciu o złoty podział. Firma twierdzi, że taka konfiguracja usprawnia odpowiedź basów i zgłosiła patent na to rozwiązanie.
Według opinii Leona Harkleroada, „Niektóre z najbardziej chybionych prób powiązania muzyki i matematyki wykorzystywały ciąg Fibonacciego i powiązany z nim złoty podział”.
Analizy sonat Mozarta, skatalogowanych przez Ludwiga von Köchla w 1862 roku, zauważono zbliżenie stosunku liczby taktów poszczególnych części do złotego podziału (około 1:1,618), zwłaszcza w Sonacie K 279I. Dwuczęściowa struktura sonaty (ekspozycja, przetworzenie i repryza) sprzyja zastosowaniu tej klasycznej zasady harmonii.

### Projekty techniczne
Niektóre źródła wskazują, że złoty podział jest szeroko używany w codziennych projektach, np. kształcie pocztówek, kart do gry, plakatów, szerokoekranowych telewizorów, zdjęć i włączników światła.

### Przyroda

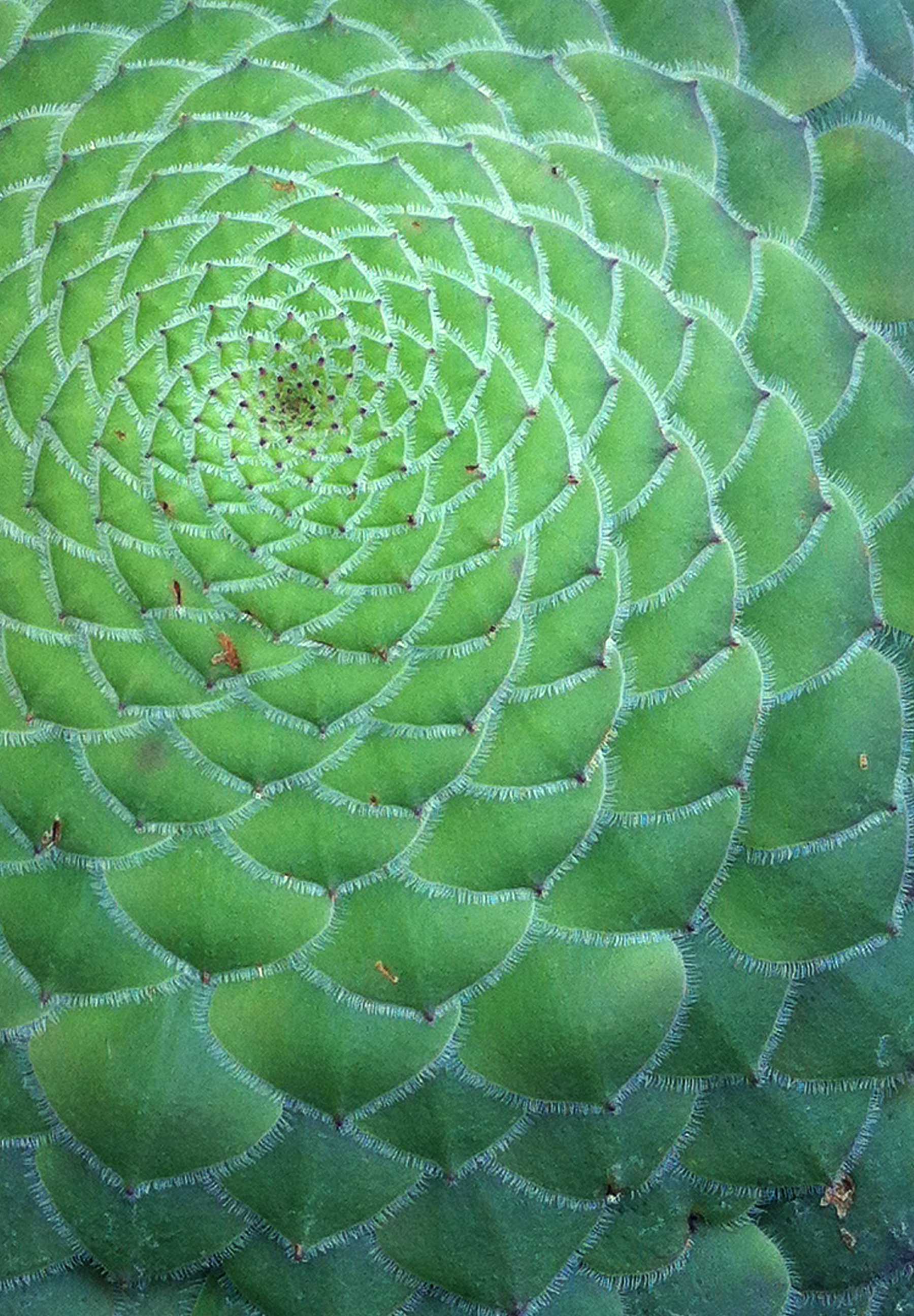
Powiększenie Aeonium tabuliforme z rodziny gruboszowatych w parku Trädgårdsföreningen, Göteborg

Adolf Zeising, który interesował się głównie matematyką i filozofią, odkrył złoty podział wyrażony w ułożeniu gałęzi na pniu roślin i w nerwach liści. Rozszerzył swoje badania na szkielety zwierząt i rozgałęzienia ich żył i nerwów, proporcje składników chemicznych i geometrię kryształów, a nawet użycie proporcji w dziełach artystycznych. W zjawiskach tych uznał złoty podział za uniwersalne prawo. W związku ze swoim schematem ciała ludzkiego opartego na złotym podziale, Zeising podał w 1854 uniwersalne prawo „w którym zawarta jest podstawowa zasada każdego dążenia do piękna i spełnienia w działaniach przyrody i sztuki, zgodnie z którym działają wszystkie struktury, formy i proporcje, kosmiczne i osobne, organiczne i nieorganiczne, dźwiękowe i świetlne, ale które najpełniej realizują się w formie ludzkiej”.
W 2003 Volkmar i Harald Weissowie przeanalizowali dane psychometryczne i rozważania teoretyczne, dochodząc do wniosku, że złoty podział jest podstawą cyklu fal mózgowych. W 2008 zostało to potwierdzone doświadczalnie przez zespół neurobiologów.
W 2010 pismo „Science” ogłosiło, że złoty podział jest obecny w skali atomowej w rezonansie magnetycznym spinów w kryształach niobanu kobaltu.
Kilku badaczy zasugerowało powiązania między złotym podziałem a ludzkim genomem DNA.
Jednakże niektórzy twierdzą, że wiele z obserwowanych wystąpień złotego podziału w przyrodzie, w szczególności w wymiarach zwierząt, jest tak naprawdę błędnych.

### Optymalizacja
Złoty podział jest kluczowym elementem metody złotego podziału.

### Finanse
Złoty podział i powiązane liczby są używane na rynkach finansowych. Jest on stosowany w algorytmach handlowych, aplikacjach i strategiach. Niektóre z typowych form to: wiatrak Fibonacciego, łuk Fibonacciego, odbicie Fibonacciego i rozszerzenie czasu Fibonacciego.

## Matematyka

### Sprzężenie złotego podziału
Ujemny pierwiastek równania kwadratowego dla φ (pierwiastek sprzężony) wynosi
{\displaystyle -{\frac {1}{\varphi }}=1-\varphi ={\frac {1-{\sqrt {5}}}{2}}=-0{,}61803\,39887\dots }
Wartość bezwzględna tej liczby (≈ 0,618) odpowiada stosunkowi długości w odwrotnej kolejności (długość krótszego odcinka przez długość dłuższego odcinka, {\displaystyle b/a}), i jest czasami określana jako sprzężenie złotego podziału. Jest tam oznaczona przez dużą literę Phi (Φ):
{\displaystyle \Phi ={\frac {1}{\varphi }}={\frac {1}{1{,}61803\,39887\dots }}=0{,}61803\,39887\dots }
Równoważnie, Φ może być wyrażone jako
{\displaystyle \Phi =\varphi -1=1{,}61803\,39887\ldots -1=0{,}61803\,39887\dots }
Ilustruje to wyjątkową własność złotego podziału wśród liczb dodatnich, a mianowicie, że
{\displaystyle {\frac {1}{\varphi }}=\varphi -1.}
natomiast jego odwrotność:
{\displaystyle {\frac {1}{\Phi }}=\Phi +1.}
Oznacza to, że 0,61803...+1 = 1:0,61803...

### Krótkie dowody niewymierności

#### Sprzeczność w wyrażeniu nieskracalnym
Przypomnijmy, że:
całość to dłuższa część plus krótsza część;
całość do dłuższej części jest równa dłuższej części do krótszej.
Jeżeli oznaczymy całość {\displaystyle n}, a dłuższą część {\displaystyle m,} to drugie stwierdzenie powyżej staje się
{\displaystyle n} do {\displaystyle m} jest równe {\displaystyle m} do {\displaystyle n-m,}
lub algebraicznie:
{\displaystyle {\frac {n}{m}}={\frac {m}{n-m}}.\qquad (*)}
Jeżeli {\displaystyle \varphi } jest wymierne, to {\displaystyle \varphi } jest ułamkiem {\displaystyle n/m}, gdzie {\displaystyle n} i {\displaystyle m} są całkowite. Możemy określić takie {\displaystyle n/m,} że jest ono nieskracalne, a {\displaystyle n} i {\displaystyle m} są dodatnie. Ale jeżeli {\displaystyle n/m} jest nieskracalne, to równość oznaczona (*) powyżej mówi, że {\displaystyle m/(n-m)} jest również nieskracalne. Prowadzi to do sprzeczności, która wynika z założenia, że {\displaystyle \varphi } jest wymierne.

#### Wyprowadzenie z niewymierności √5
Inny krótki dowód – może bardziej znany – niewymierności złotej proporcji korzysta z tego, że dodawanie i mnożenie są działaniami wewnętrznymi zbioru liczb wymiernych. Jeżeli {\displaystyle \textstyle {\frac {1+{\sqrt {5}}}{2}}} jest wymierne, to {\displaystyle \textstyle 2\left({\frac {1+{\sqrt {5}}}{2}}-{\frac {1}{2}}\right)={\sqrt {5}}} jest również wymierne, co prowadzi do sprzeczności, ponieważ wiadomo, że pierwiastek liczby naturalnej niebędącej kwadratem jest niewymierny.

### Alternatywne formy

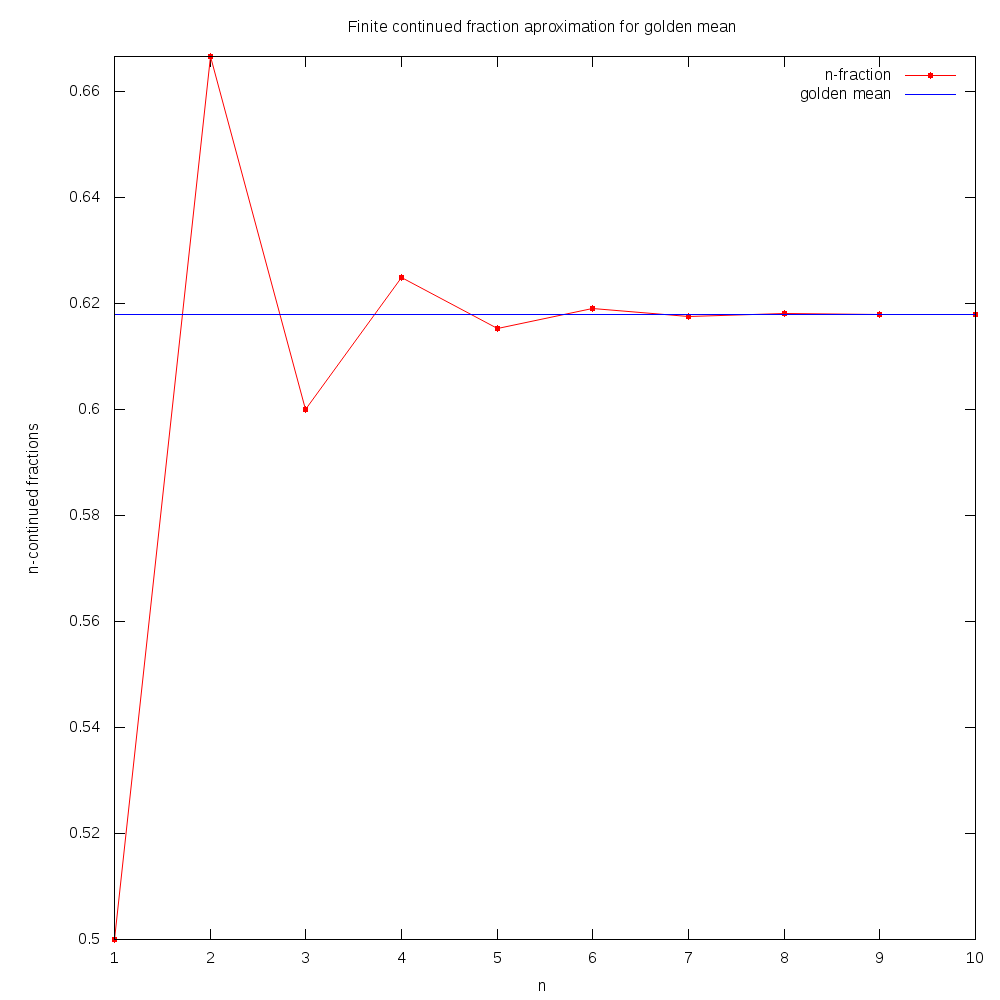
Przybliżenie złotego środka przez aproksymacje ułamka łańcuchowego

Wzór {\displaystyle \varphi =1+1/\varphi } może być rozwinięty rekurencyjnie w celu uzyskania ułamka łańcuchowego złotej liczby:
{\displaystyle \varphi =[1;1,1,1,\dots ]=1+{\cfrac {1}{1+{\cfrac {1}{1+{\cfrac {1}{1+\ddots }}}}}}}
oraz jego odwrotności:
{\displaystyle \varphi ^{-1}=[0;1,1,1,\dots ]=0+{\cfrac {1}{1+{\cfrac {1}{1+{\cfrac {1}{1+\ddots }}}}}}}
Kolejne aproksymacje tych ułamków łańcuchowych (1/1, 2/1, 3/2, 5/3, 8/5, 13/8, … lub 1/1, 1/2, 2/3, 3/5, 5/8, 8/13, …) są stosunkami kolejnych liczb Fibonacciego.
Równanie {\displaystyle \varphi ^{2}=1+\varphi } również produkuje łańcuchowy pierwiastek kwadratowy, tzn.:
{\displaystyle \varphi ={\sqrt {1+{\sqrt {1+{\sqrt {1+{\sqrt {1+\ldots }}}}}}}}}
Można z niego wyprowadzić nieskończony ciąg o granicy phi:
{\displaystyle \varphi ={\frac {13}{8}}+\sum _{n=0}^{\infty }{\frac {(-1)^{(n+1)}(2n+1)!}{(n+2)!n!4^{(2n+3)}}}.}
Również:
{\displaystyle \varphi =1+2\sin(\pi /10)=1+2\sin 18^{\circ },}
{\displaystyle \varphi ={\frac {1}{2}}\operatorname {cosec} (\pi /10)={\frac {1}{2}}\operatorname {cosec} 18^{\circ },}
{\displaystyle \varphi =2\cos(\pi /5)=2\cos 36^{\circ },}
{\displaystyle \varphi =2\sin(3\pi /10)=2\sin 54^{\circ }.}
Równania te wyrażają fakt, że długość przekątnej pięciokąta foremnego jest {\displaystyle \varphi } razy dłuższa niż długość jego boku, a podobny stosunek występuje w pentagramie.
Także pole pod wykresem funkcji {\displaystyle {\frac {\sin x}{\sqrt {2-2\cos x}}}} dla {\displaystyle x\in \left[0;{\frac {3\pi }{5}}\right]{:}}
{\displaystyle \varphi =\int _{0}^{\frac {3\pi }{5}}{\frac {\sin x}{\sqrt {2-2\cos x}}}dx}

### Geometria

Przybliżona i rzeczywista złote spirale. Zielona spirala jest utworzona z ćwierć-okręgów stycznych do wnętrza każdego kwadratu, podczas gdy czerwona spirala to złota spirala, typ spirali logarytmicznej. Zachodzące na siebie części są oznaczone na żółto. Długość boku kwadratu podzielona przez długość boku kolejnego, mniejszego kwadratu równa jest złotej proporcji.

Liczba {\displaystyle \varphi } pojawia się często w geometrii, szczególnie w figurach o symetrii pentagonalnej.
Długość przekątnej pięciokąta foremnego jest {\displaystyle \varphi } razy dłuższa od jego boku.
Wierzchołki dwudziestościanu foremnego są takie jak wierzchołki trzech prostopadłych do siebie złotych prostokątów.
Nie jest znany ogólny algorytm ustawiający daną liczbę węzłów równomiernie na sferze, według dowolnej z kilku definicji równomiernego rozdziału (np. zobacz problem Thomsona). Jednakże użyteczne przybliżenie powstaje przez podział sfery na równoległe pasy o równej powierzchni i rozmieszczenie po jednym węźle na południkach oddalonych o złoty podział okręgu, tzn. 360°/φ ≅ 222,5°. Metoda ta została użyta do ustawienia 1500 luster zbudowanego przy udziale studentów satelity Starshine-3.

#### Podział odcinka

##### Pierwszy sposób konstrukcji
Kolejne kroki konstrukcji:
1. Zbuduj kwadrat o dowolnie wybranym boku {\displaystyle a.}
2. Znajdź środek jednego z boków kwadratu (na rysunku jest to środek dolnego boku).
3. Weź odcinek łączący środek boku z końcem boku przeciwległego (na rysunku – odcinek {\displaystyle c}) i odłóż go ze środka boku na prostej, w której zawiera się ten bok (czynność na rysunku zaznaczona łukiem okręgu).
4. Część odłożonego odcinka, wystająca poza bok kwadratu, wyznacza szukaną długość {\displaystyle b.} Odcinek ten wystarczy odłożyć w boku wyjściowego kwadratu.

Długości początkowego odcinka {\displaystyle a} i znalezionego {\displaystyle b} pozostają w złotym stosunku, {\displaystyle {\frac {a}{b}}=\varphi ,} wyznaczają więc złoty podział.

###### Algebraiczny dowód poprawności konstrukcji
Znaleziony w trzecim kroku odcinek {\displaystyle c} jest przeciwprostokątną trójkąta prostokątnego o przyprostokątnych {\displaystyle a} i {\displaystyle {\frac {a}{2}}.} Na mocy twierdzenia Pitagorasa:
{\displaystyle c^{2}=a^{2}+\left({\frac {a}{2}}\right)^{2}={\frac {5}{4}}\;a^{2},}
zatem jego długość:
{\displaystyle c={\frac {\sqrt {5}}{2}}\;a.}
Odkładając odcinek {\displaystyle c} w prawo ze środka boku kwadratu, otrzymaliśmy odcinek (dłuższy bok prostokąta) o długości:
{\displaystyle {\frac {a}{2}}+c,}
zaś za {\displaystyle b} przyjęliśmy część (czerwoną) pozostałą po skróceniu o odcinek {\displaystyle a} (czarny):
{\displaystyle b={\frac {a}{2}}+c-a,}
czyli:
{\displaystyle b=c-{\frac {a}{2}}={\frac {{\sqrt {5}}-1}{2}}\;a.}
Stosunek długości {\displaystyle {\frac {a}{b}}} wynosi:
{\displaystyle {\frac {a}{b}}={\frac {2}{{\sqrt {5}}-1}}={\frac {{\sqrt {5}}+1}{2}}=\varphi ,}
czyli równy jest złotej liczbie. Konstrukcja prowadzi więc do złotego podziału.

##### Drugi sposób konstrukcji

Podział odcinka według złotego stosunku

Odcinek można podzielić według złotej proporcji zgodnie z następującą konstrukcją geometryczną:
- Najpierw skonstruuj odcinek BC prostopadły do danego odcinka AB, przechodzący przez koniec B, o długości równej połowie długości AB. Odrysuj przeciwprostokątną AC.
- Wykreśl okrąg o środku w C i promieniu BC. Przetnie on przeciwprostokątną AC w punkcie D.
- Wykreśl okrąg o środku w A i promieniu AD. Przetnie on dany odcinek AB w punkcie S. Ten punkt dzieli dany odcinek AB w złotym stosunku.

#### Złoty trójkąt, pięciokąt i pentagram

Złoty trójkąt

##### Złoty trójkąt
Złoty trójkąt może być opisany jako trójkąt równoramienny ABC o własności takiej, że bisekcja kąta C tworzy nowy trójkąt CXB podobny do danego trójkąta.
Jeśli kąt BCX = α, to XCA = α wynikając z bisekcji, a CAB = α dzięki podobieństwu trójkątów; ABC = 2α z powodu równoramienności trójkąta ABC, a BXC = 2α przez podobieństwo. Suma kątów w trójkącie jest równa 180°, więc 5α = 180, dając α = 36°. Tak więc kąty złotego trójkąta wynoszą 36°-72°-72°. Kąty pozostałego rozwartokątnego trójkąta równoramiennego AXC (czasami zwanego złotym gnomonem) wynoszą 36°-36°-108°.
Załóżmy, że XB ma długość 1, a długość BC oznaczymy jako {\displaystyle \varphi .} Z powodu równoramienności trójkątów XC = XA i BC = XC, a więc są one również długości {\displaystyle \varphi .} Długość AC = AB jest przez to równa {\displaystyle \varphi +1.} Jednakże trójkąt ABC jest podobny do CXB, więc AC/BC = BC/BX, przez co długość AC równa jest {\displaystyle \varphi ^{2}.} Z tego {\displaystyle 1=\varphi ^{2}=\varphi +1,} potwierdzając, że {\displaystyle \varphi } to złota liczba.
Podobnie, stosunek powierzchni większego trójkąta AXC do mniejszego CXB jest równa {\displaystyle \varphi ,} podczas gdy odwrotna proporcja to {\displaystyle \varphi -1.}

##### Pięciokąt
W pięciokącie foremnym stosunek boku do przekątnej to {\displaystyle \Phi } (tzn. {\displaystyle 1/\varphi }), natomiast przekątne przecinają się w złotym stosunku.

##### Konstrukcja Odoma

George Odom podał niezwykle prostą konstrukcję {\displaystyle \varphi } wykorzystującą trójkąt równoboczny: jeżeli wpiszemy trójkąt równoboczny w okrąg, a odcinek łączący środki dwóch boków jest przedłużony do przecięcia z okręgiem w dowolnym z dwóch miejsc, to te trzy punkty są do siebie w złotej proporcji. Jest to bezpośredni skutek twierdzenia o przecinających się cięciwach i może być użyte do utworzenia pięciokąta foremnego, konstrukcji, która zwróciła uwagę wybitnego kanadyjskiego geometry H.S.M. Coxetera, który opublikował ją w imieniu Odoma jako rysunek w „American Mathematical Monthly” opatrzony jednym słowem „Oto!”.

##### Pentagram

Pentagram pokolorowany w celu rozróżnienia jego odcinków o różnej długości. Wszystkie cztery długości są do siebie w złotym stosunku.

Złoty podział gra istotną rolę w geometrii pentagramu. Wszystkie odcinki brzegowe przecinają się ze sobą w złotym stosunku. Również stosunek długości krótszego odcinka do odcinka ograniczonego przez dwie przecinające się krawędzie (bok pięciokąta wewnątrz pentagramu) wynosi {\displaystyle \varphi ,} jak przedstawia czterokolorowa ilustracja.
Pentagram zawiera dziesięć trójkątów równoramiennych: pięć ostrokątnych i pięć rozwartokątnych. We wszystkich z nich stosunek długości dłuższego boku do krótszego wynosi {\displaystyle \varphi .} Trójkąty ostrokątne są złotymi trójkątami. Rozwartokątne są złotymi gnomonami.

##### Twierdzenie Ptolemeusza

Złoty podział w pięciokącie foremnym może być wyliczony z twierdzenia Ptolemeusza

Własności pięciokąta foremnego związane ze złotym podziałem mogą być udowodnione przez zastosowanie twierdzenia Ptolemeusza do czworoboku utworzonego przez usunięcie jednego z jego wierzchołków. Jeżeli dłuższy bok czworoboku i przekątne oznaczymy jako {\displaystyle b,} a krótsze boki jako {\displaystyle a,} to twierdzenie Ptolemeusza daje {\displaystyle b^{2}=a^{2}+ab} z czego wynika
{\displaystyle {\frac {b}{a}}={\frac {1+{\sqrt {5}}}{2}}.}

#### Skalowalność trójkątów
Rozważmy trójkąt o bokach długości {\displaystyle a,b} i {\displaystyle c} w kolejności malejącej. Zdefiniujemy „skalowalność” trójkąta jako mniejszy z dwóch stosunków {\displaystyle a/b} i {\displaystyle b/c.} Skalowalność jest zawsze mniejsza od {\displaystyle \varphi } i może dowolnie zbliżać się do {\displaystyle \varphi }.

#### Trójkąt, którego boki tworzą postęp geometryczny
Jeżeli długości boków trójkąta tworzą ciąg geometryczny i są w stosunku {\displaystyle 1:r:r^{2},} gdzie {\displaystyle r} wspólną proporcją, to {\displaystyle r} musi znajdować się w przedziale {\displaystyle \varphi -1<r<\varphi ,} co jest skutkiem nierówności trójkąta (suma dowolnych dwóch boków trójkąta musi być większa od długości trzeciego boku). Gdyby {\displaystyle r=\varphi } to dwa krótsze boki byłyby długości 1 i {\displaystyle \varphi ,} ale ich suma wynosiłaby {\displaystyle \varphi ^{2},} dlatego {\displaystyle r<\varphi .} Podobne uzasadnienie pokazuje, że {\displaystyle r>\varphi -1.} Trójkąt, którego boki są w stosunku {\displaystyle 1:{\sqrt {\varphi }}:\varphi } jest trójkątem prostokątnym (ponieważ {\displaystyle 1+\varphi =\varphi ^{2}}) znanym jako trójkąt Keplera.

#### Złoty trójkąt, romb i trzydziestościan rombowy

Jeden z rombów trzydziestościanu rombowego

Wszystkie ściany trzydziestościanu rombowego są złotymi rombami

Złoty romb to taki romb, w którym długości przekątnych są do siebie w złotym stosunku. Trzydziestościan rombowy to wielościan wypukły mający szczególną własność: wszystkie jego ściany są złotymi rombami. W trzydziestościanie rombowym kąt dwuścienny między dwoma przyległymi rombami wynosi 144°, czyli dwa razy więcej niż kąt między ramionami złotego trójkąta i cztery razy więcej od jego najostrzejszego kąta.

### Związek z ciągiem Fibonacciego
Własności złotego podziału i ciągu Fibonacciego są blisko powiązane ze sobą. Ciąg Fibonacciego to:
{\displaystyle 1,1,2,3,5,8,13,21,34,55,89,144,233,\dots }
Wzór jawny (znany jako wzór Bineta, mimo że był znany już Abrahamowi de Moivremu) dla ciągu Fibonacciego zawiera złoty stosunek:
{\displaystyle F(n)={\frac {\varphi ^{n}-(1-\varphi )^{n}}{\sqrt {5}}}={\frac {\varphi ^{n}-(-\varphi )^{-n}}{\sqrt {5}}}.}

Spirala Fibonacciego przybliżająca złotą spiralę, używając kwadratów o powierzchni wyrazów ciągu Fibonacciego do 34.

Złoty podział jest granicą stosunków kolejnych wyrazów ciągu Fibonacciego (a także każdego ciągu opartego na podobnych zasadach), co po raz pierwszy wykazał Kepler:
{\displaystyle \lim _{n\to \infty }{\frac {F(n+1)}{F(n)}}=\varphi .}
Innymi słowy, kolejne przybliżenia liczby złotej można otrzymać, obliczając ilorazy sąsiednich liczb Fibonacciego, co daje kolejno:
{\displaystyle {\frac {1}{1}},{\frac {2}{1}},{\frac {3}{2}},{\frac {5}{3}},{\frac {8}{5}},{\frac {13}{8}},{\frac {21}{13}},{\frac {34}{21}},{\frac {55}{34}},{\frac {89}{55}},\dots }
Już ostatni z wymienionych tu ułamków przybliża złotą liczbę z dokładnością do 0,001.
Definicja rekurencyjna powyższego ciągu ma postać:
{\displaystyle \varphi _{0}=1,}
{\displaystyle \varphi _{n+1}=1+{\frac {1}{\varphi _{n}}},}
natomiast powyższa granica przyjmuje postać:
{\displaystyle \varphi _{n}\to \varphi .}
Tym samym, jeżeli wyraz ciągu Fibonacciego jest podzielony przez swojego bezpośredniego poprzednika w ciągu, to iloraz jest przybliżeniem {\displaystyle \varphi ;} np. 987/610 ≈ 1,6180327868852. Przybliżenia te są niższe lub wyższe od {\displaystyle \varphi ,} i zbiegają się do {\displaystyle \varphi } wraz z postępem ciągu:
{\displaystyle \sum _{n=1}^{\infty }|F(n)\varphi -F(n+1)|=\varphi .}
Bardziej ogólnie:
{\displaystyle \lim _{n\to \infty }{\frac {F(n+a)}{F(n)}}=\varphi ^{a}.}
powyżej podane są ilorazy następujących po sobie wyrazów ciągu Fibonacciego w przypadku, gdy {\displaystyle a=1.}
Poza tym kolejne potęgi {\displaystyle \varphi } są do siebie w zgodzie z równaniem rekurencyjnym Fibonacciego:
{\displaystyle \varphi ^{n+1}=\varphi ^{n}+\varphi ^{n-1}.}
Powyższa równość pozwala zredukować każdy wielomian {\displaystyle \varphi } do równania liniowego. Na przykład:
{\displaystyle {\begin{aligned}3\varphi ^{3}-5\varphi ^{2}+4&=3(\varphi ^{2}+\varphi )-5\varphi ^{2}+4\\&=3[(\varphi +1)+\varphi ]-5(\varphi +1)+4\\&=\varphi +2\approx 3{,}618.\end{aligned}}}
Nie jest to jednak wyjątkowa własność {\displaystyle \varphi }. Wielomiany w dowolnym równaniu kwadratowym {\displaystyle x}  można zredukować analogicznie, stosując:
{\displaystyle x^{2}=ax+b}
dla danych współczynników {\displaystyle a,b} takich, że {\displaystyle x} spełnia równanie. Nawet bardziej ogólnie, każda funkcja wymierna (z wymiernymi współczynnikami) z nieredukowalnym wielomianem {\displaystyle n}-tego stopnia na liczbach wymiernych może być zredukowana do wielomianu stopnia {\displaystyle n-1.} Wyrażone w terminach teorii ciał, jeżeli α jest podstawą nieredukowalnego wielomianu stopnia {\displaystyle n}-tego, to {\displaystyle \mathbb {Q} (\alpha )} ma stopień {\displaystyle n} ponad {\displaystyle \mathbb {Q} ,} o podstawie {\displaystyle \{1,\alpha ,\dots ,\alpha ^{n-1}\}.}

### Symetrie
Złota liczba i jej odwrotność {\displaystyle \varphi _{\pm }=(1\pm {\sqrt {5}})/2} mają zbiór symetrii, które je zachowują i łączą. Obie są zachowane przez funkcje homograficzne {\displaystyle x,1/(1-x),(x-1)/x,} – ten fakt odpowiada równości i definicji równania kwadratowego.
Następnie są one podstawione przez trzy mapy {\displaystyle 1/x,1-x,x/(x-1)} – są one odwrotnościami, symetrycznymi po {\displaystyle 1/2} i (odwrotnie) symetrycznymi po 2.
Co więcej, te mapy są podgrupą grupy modularnej {\displaystyle \operatorname {PSL} (2,\mathbf {Z} )} izomorficznej do grupy symetrycznej na 3 literach, {\displaystyle S_{3},} odpowiadających stabilizatorowi zbioru {\displaystyle \{0,1,\infty \}} 3 punktów standardowych linii projekcyjnej, a symetrie te odpowiadają mapie ilorazu {\displaystyle S_{3}\to S_{2}} – podgrupie {\displaystyle C_{3}<S_{3}} składającej się z 3-cyklowej i równanie {\displaystyle ()(01\infty )(0\infty 1)} stablilizuje to dwie liczby, a 2-cyklowa podmienia je, tworząc mapę.

### Inne własności
Złoty podział ma najprostsze wyrażenie (i najwolniejszą zbieżność) jako rozwinięcie ułamka łańcuchowego dowolnej liczby niewymiernej (zobacz Formy alternatywne powyżej). Z tego powodu jest to jeden z najgorszych przypadków twierdzenia aproksymacji Lagrange’a. Może to być przyczyna tego, że kąty zbliżone do złotego podziału często pojawiają się w ulistnieniu rosnących roślin.
Określający wielomian kwadratowy i sprzężony związek prowadzą do wartości dziesiętnych, których części ułamkowe wynoszą {\displaystyle \varphi {:}}
{\displaystyle \varphi ^{2}=\varphi +1=2{,}618\dots }
{\displaystyle {\frac {1}{\varphi }}=\varphi -1=0{,}618\dots }
Kolejne potęgi {\displaystyle \varphi } zawierają te wartości 0,618…; 1,0; 1,618…; 2,618…; bardziej ogólnie,
każda kolejna potęga {\displaystyle \varphi } jest równa sumie dwóch bezpośrednio poprzedzających potęg:
{\displaystyle \varphi ^{n}=\varphi ^{n-1}+\varphi ^{n-2}=\varphi \cdot \operatorname {F} _{n}+\operatorname {F} _{n-1}.}
Przez to łatwo można podzielić dowolną potęgę {\displaystyle \varphi } na wielokrotność {\displaystyle \varphi } i stałą. Wielokrotność i stała są zawsze kolejnymi wyrazami ciągu Fibonacciego. Prowadzi to do kolejnej własności dodatnich potęg {\displaystyle \varphi {:}}
Jeżeli {\displaystyle \lfloor n/2-1\rfloor =m,} to:
{\displaystyle \varphi ^{n}=\varphi ^{n-1}+\varphi ^{n-3}+\ldots +\varphi ^{n-1-2m}+\varphi ^{n-2-2m},}
{\displaystyle \varphi ^{n}-\varphi ^{n-1}=\varphi ^{n-2}.}
Kiedy złota liczba jest podstawą systemu liczbowego (zobacz Złoty system liczbowy), każda liczba całkowita ma skończoną reprezentację mimo faktu, że {\displaystyle \varphi } jest niewymierna, natomiast każdy ułamek jest nieskończony.
Złota liczba jest podstawową jednostką ciała liczbowego {\displaystyle \mathbb {Q} ({\sqrt {5}})} i jest liczbą Pisota-Vijayaraghavana. W ciele {\displaystyle \mathbb {Q} ({\sqrt {5}})} mamy {\displaystyle \varphi ^{n}={\frac {Ln+Fn{\sqrt {5}}}{2}},} gdzie {\displaystyle L_{n}} jest {\displaystyle n}-tą liczbą Lucasa.
Złoty podział pojawia się też w geometrii hiperbolicznej jako maksymalna długość od punktu na boku trójkąta potrójnie asymptotycznego do bliższego z jego pozostałych dwóch boków: ta odległość to długość boku trójkąta równoramiennego utworzonego przez punkty styczności koła wpisanego w trójkąt potrójnie asymptotyczny i wynosi {\displaystyle 4\ln \varphi }.
Złoty podział pojawia się w rozwiązaniu równania różniczkowego {\displaystyle f'(x)=f^{-1}(x)} które wynosi {\displaystyle f(x)={\sqrt[{\varphi }]{\frac {1}{\varphi }}}x^{\varphi }} (przy sprawdzeniu korzystamy z równości {\displaystyle 1/\varphi =\varphi -1} oraz {\displaystyle 1=1/\varphi +1/\varphi ^{2}})

### Rozwinięcie dziesiętne
Rozwinięcie dziesiętne złotej liczby może być bezpośrednio wyliczone z wyrażenia
{\displaystyle \varphi ={\frac {1+{\sqrt {5}}}{2}},}
gdzie √5 ≈ 2,2360679774997896964. Pierwiastek kwadratowy z 5 może być obliczony za pomocą metody babilońskiej, zaczynając od początkowego przybliżenia takiego jak {\displaystyle x\varphi =2} i iterując
{\displaystyle x_{n+1}={\frac {(x_{n}+5/x_{n})}{2}}}
dla {\displaystyle n=1,2,3,\dots ,} aż różnica {\displaystyle x_{n}} i {\displaystyle x_{n-1}} wyniesie zero, do żądanej liczby miejsc po przecinku.
Algorytm babiloński dla √5 jest odpowiednikiem metody Newtona dla rozwiązania równania {\displaystyle x^{2}-5=0.} W jej bardziej ogólnej formie można zastosować metodę Newtona bezpośrednio do dowolnego równania algebraicznego, włącznie z równaniem {\displaystyle x^{2}-x-1=0} określającym złoty podział. Daje to iteracje zbiegające do samej złotej liczby.
{\displaystyle x_{n+1}={\frac {x_{n}^{2}+1}{2x_{n}-1}},}
dla odpowiedniego przybliżenia początkowego {\displaystyle x\varphi } takiego jak {\displaystyle x\varphi =1.} Nieco szybsza metoda polega na przekształceniu równania jako {\displaystyle x-1-1/x=0,} przez co iteracja Newtona zmienia się w
{\displaystyle x_{n+1}={\frac {x_{n}^{2}+2x_{n}}{x_{n}^{2}+1}}.}
Wszystkie te iteracje zbiegają się kwadratowo; tzn. każdy krok w przybliżeniu podwaja liczbę cyfr rozwiązania. Przez to złoty podział jest stosunkowo łatwo obliczyć z dowolną dokładnością. Czas potrzebny do obliczenia {\displaystyle n} cyfr złotej liczby jest proporcjonalny do czasu potrzebnego na dzielenie dwóch {\displaystyle n}-cyfrowych liczb. Jest to znacząco szybsze niż znane algorytmy dla liczb przestępnych π i e.
Prostą do implementacji alternatywą jest policzenie dwóch dużych kolejnych wyrazów ciągu Fibonacciego i wyliczenie ich ilorazu. Stosunek liczb Fibonacciego {\displaystyle F_{25001}} – {\displaystyle F_{25000},} każdej o ponad 5000 cyfrach, daje ponad 10 000 cyfr znaczących złotej liczby.
Złota liczba {\displaystyle \varphi } została wyznaczona z dokładnością kilku milionów cyfr dziesiętnych (ciąg  A001622 w OEIS). Alexis Irlande dokonał obliczeń i weryfikacji pierwszych 17 000 000 000 cyfr.

## Ostrosłupy

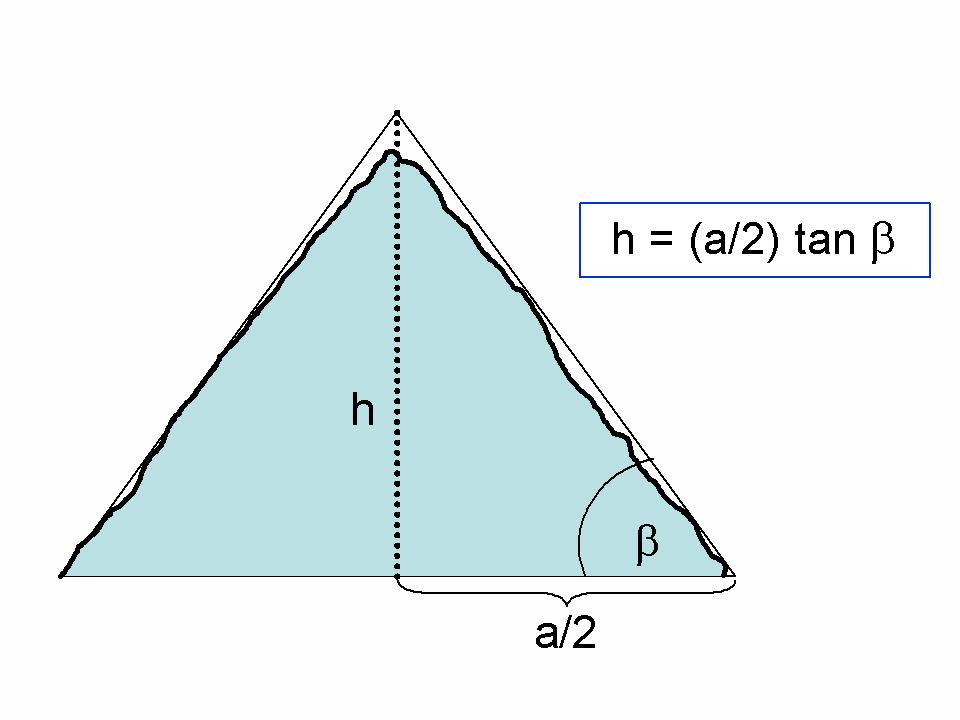
Przekrój ostrosłupa foremnego o podstawie kwadratu jest opisany przez swój środkowy trójkąt, którego boki to apotema ostrosłupa (przeciwprostokątna), połowa podstawy (a/2), i wysokość (h); zaznaczony jest też kąt nachylenia ściany. Proporcje matematyczne b:h:a wynoszące i i są wyjątkowo interesujące ze względu na związek z piramidami egipskimi.

Piramidy egipskie, jak również przypominające je foremne ostrosłupy o podstawie kwadratu można badać z uwzględnieniem złotego podziału i innych stosunków.

### Ostrosłupy i trójkąty
Ostrosłup, w którym apotema (pochylona wysokość dzieląca boczną ścianę na pół) jest {\displaystyle \varphi } razy dłuższa od połowy szerokości podstawy nazywa się czasem złotym ostrosłupem. Trójkąt równoramienny będący boczną ścianą takiego ostrosłupa można utworzyć z dwóch połówek podzielonego wzdłuż przekątnej złotego prostokąta (o wymiarach połowy podstawy na apotemę), łącząc dłuższe przyprostokątne tworzące apotemę. Wysokość takiego ostrosłupa wynosi {\displaystyle {\sqrt {\varphi }}} razy połowa podstawy (tzn. nachylenie ściany bocznej wynosi {\displaystyle {\sqrt {\varphi }}}); kwadrat wysokości jest równy powierzchni ściany bocznej, {\displaystyle \varphi } razy powierzchnia połowy podstawy.
Środkowy trójkąt prostokątny takiego „złotego” ostrosłupa (zobacz rysunek), o bokach {\displaystyle 1:{\sqrt {\varphi }}:\varphi } jest sam w sobie interesujący, pokazując przez twierdzenie Pitagorasa związek {\displaystyle {\sqrt {\varphi }}={\sqrt {\varphi ^{2}-1}}} lub {\displaystyle \varphi ={\sqrt {1+\varphi }}.} Ten „trójkąt Keplera” jest jedynym trójkątem prostokątnym o długościach boków w ciągu geometrycznym, tak samo jak trójkąt 3–4–5 jest jedynym trójkątem prostokątnym o długościach boków w ciągu arytmetycznym. Kąt o tangensie {\displaystyle {\sqrt {\varphi }}} odpowiada kątowi utworzonemu przez bok piramidy z podstawą, 51,827…° (51°49′38).
Prawie identyczny kształt ostrosłupa, ale o wymiernych proporcjach jest opisany w papirusie matematycznym Rhinda (źródle większej części współczesnej wiedzy o starożytnej matematyce egipskiej), oparty na trójkącie 3:4:5; nachylenie ściany bocznej odpowiadające tangensowi 4/3 wynosi 53,13° (53 stopni i 8 minut). Pochyła wysokość, czyli apotema jest 5/3, tzn. 1,666… razy dłuższa od połowy podstawy. Papirus Rhinda zawiera inny problem ostrosłupa, znowu z wymiernym nachyleniem (wyrażonym jako kotangens). Matematyka egipska nie obejmowała pojęcia liczb niewymiernych, i odwrotne nachylenie wymierne (kotangens, pomnożony przez współczynnik 7 do przeliczenia do ich standardowej jednostki dłoni na ammę) było użyte przy wznoszeniu piramid.
Innym ostrosłupem o proporcjach niemal identycznych jak „złoty” ostrosłup jest taki o obwodzie 2 razy dłuższym od wysokości, tzn. h:b = 4:π. Kąt nachylenia boku tego trójkąta wynosi 51,854° (51°51′), co jest wartością zbliżoną do 51,827° – kąta w trójkącie Keplera. Ten związek z piramidami odpowiada przypadkowi matematycznemu {\displaystyle {\sqrt {\varphi }}\approx 4/\pi .}
Znane są piramidy egipskie o proporcjach bardzo podobnych do opisanych ostrosłupów.

### Piramidy egipskie
W połowie XIX wieku Röber badał różne piramidy egipskie, m.in. Chefrena, Mykerinosa, niektóre z Gizy, Sakkary i Abusiru. Zauważył, że połowa podstawy piramidy wynosi połowę boku, tworząc trójkąt rozpoznany przez innych badaczy jako trójkąt Keplera; sugerowano również wiele innych teorii matematycznych dotyczących kształtu piramid.
Jedna z piramid egipskich jest wyjątkowo zbliżona do „złotego ostrosłupa” – Wielka Piramida (znana również jako piramida Cheopsa). Jej nachylenie wynoszące 51°52′ jest bardzo zbliżone do nachylenia „złotego” ostrosłupa równego 51°50′ i nachylenia opartej na π piramidy równego 51°51′; inne piramidy w Gizie (Chefrena, 52°20′ i Mykerinosa, 50°47′) są również dość zbliżone. Kwestia czy konstrukcja tych piramid ma jakiś związek ze złotym podziałem jest jedynie przedmiotem spekulacji Kilka innych piramid egipskich również posiada wymiary o proporcjach zbliżonych do 3:4:5.
Pobudzając kontrowersje na temat autorstwa piramid Eric Temple Bell, matematyk i historyk ogłosił w 1950 że matematycy egipscy nie potrafiliby obliczyć wysokości boku piramidy ani jego stosunku do wysokości piramidy poza przypadkiem piramidy 3:4:5, ponieważ trójkąt 3:4:5 był trójkątem prostokątnym jedynym znanym Egipcjanom, którzy nie znali twierdzenia Pitagorasa ani pojęcia liczb niewymiernych takich jak π i φ.
Michael Rice zaznacza, że główni historycy architektury egipskiej kwestionowali znajomość przez Egipcjan złotego podziału i jego obecność w konstrukcji piramid, cytując Giedona (1957). Historycy nauki od zawsze debatowali, czy Egipcjanie znali go, czy też nie, dochodząc zwykle do wniosku, że jego obecność w budynkach egipskich jest wynikiem przypadku.
W 1859 piramidolog John Taylor twierdził, że w Wielkiej Piramidzie złoty podział jest reprezentowany przez stosunek wysokości boku, nachylonego pod kątem θ do podłoża, do połowy długości boku kwadratowej podstawy, równoznaczny z sekansem kąta θ. Dwie powyższe wartości wynoszą odpowiednio około 186,4 i 115,2 m. Ich stosunek to złoty stosunek z dokładnością do większej ilości cyfr od dokładności ich pierwszego zmierzenia. Podobnie, Howard Vyse, według Matili Ghyki, ogłosił, że przy wysokości piramidy równej 148,2 m i połowy podstawy równej 116,4 m stosunek wysokości boku i połowy podstawy daje wynik 1,6189, co również daje dokładność przekraczającą błąd pomiaru.

## Fizyka

### Stała grawitacji
Choć nie wiadomo dokładnie dlaczego dla stałej grawitacji z bardzo dobrym przybliżeniem najlepszej wartości eksperymentalnej z 2010 roku zachodzi
związek
{\displaystyle G={\frac {\varphi ^{2}}{2}}{\frac {\hbar c}{m_{e}^{2}}}\alpha ^{21}={\frac {\varphi +1}{2}}{\frac {\hbar c}{m_{e}^{2}}}\alpha ^{21}=6{,}67323\cdot 10^{-11}\operatorname {\frac {m^{3}}{kg\,s^{2}}} ,}
gdzie {\displaystyle c} to prędkość światła, {\displaystyle \hbar } zredukowana stała Plancka, {\displaystyle m_{e}} masa elektronu a {\displaystyle \alpha } stała struktury subtelnej.

### Stała struktury subtelnej
Z dobrym przybliżeniem dla stałej struktury subtelnej {\displaystyle \alpha }
{\displaystyle 1/\alpha =20\varphi ^{4}=137{,}082039325.}

## Wątpliwe obserwacje
Przykłady kwestionowanych obserwacji zastosowania złotego podziału obejmują następująco:
- Historyk John Man uznał, że strony Biblii Gutenberga zostały „oparte na kształcie złotego podziału”. Jednakże zgodnie z pomiarami samego Mana stosunek wysokości do szerokości to 1,45[84].
- Niektóre szczególne proporcje ciał wielu zwierząt (łącznie z ludźmi[85][86]) i części muszli mięczaków[4] oraz głowonogów często określane są jako złoty stosunek. W rzeczywistości istnieje duże zróżnicowanie tych wartości u różnych osobników, a brana pod uwagę proporcja często znacznie różni się od złotej proporcji[85]. Stosunek kolejnych paliczków palców i śródręcza jest często określany jako przybliżenie złotego podziału[86]. Muszla łodzika, której wzrost naśladuje spiralę logarytmiczną jest często przywoływana, zwykle razem z twierdzeniem, że każda spirala logarytmiczna ma związek ze złotym podziałem, a czasami z twierdzeniem, że wielkość każdej nowej komory do poprzedniej to złoty stosunek[87]. Jednakże pomiary muszli łodzików nie potwierdzają tych twierdzeń[88].
- Proporcje różnych części roślin (liczba liści na gałąź, średnica figur geometrycznych wewnątrz kwiatów) często określane są jako ukazujące złote proporcje u kilku gatunków[89]. W rzeczywistości istnieją znaczące różnice między osobnikami, zmiany sezonowe i wiekowe u tych gatunków. Chociaż złoty podział można znaleźć w niektórych proporcjach u niektórych osobników w szczególnym okresie ich życia, to nie ma jednakowego stosunku w ich proporcjach.
- Przy inwestycjach niektórzy praktycy analizy technicznej używają złotego podziału do zaznaczenia odbicia poziomu cen albo ograniczenia ich wzrostu dla akcji lub towarów; po znaczącej zmianie ceny nowe odbicie i ograniczenie rzekomo można znaleźć w pobliżu cen będących w złotym stosunku do poprzednich[90]. Użycie złotego podziału w inwestowaniu jest również związanie z bardziej złożonymi wzorcami opisanymi przez ciąg Fibonacciego (np. teoria fal Elliotta i odbicie Fibonacciego). Jednakże inni analitycy rynkowi opublikowali analizy sugerujące, że te procenty i wzory nie mają oparcia w danych[91].

## Dalsza lektura
- György Doczi: The Power of Limits: Proportional Harmonies in Nature, Art, and Architecture. Boston: Shambhala Publications, 2005. ISBN 1-59030-259-1. (ang.). Brak numerów stron w książce
- H.E. Huntley: The Divine Proportion: A Study in Mathematical Beauty. New York: Dover Publications, 1970. ISBN 0-486-22254-3. (ang.). Brak numerów stron w książce
- Mario Livio: The Golden Ratio: The Story of PHI, the World’s Most Astonishing Number. Wyd. Hardback. NYC: Broadway (Random House), 2002. ISBN 0-767-90815-5. (ang.). Brak numerów stron w książce
- George G. Joseph: The Crest of the Peacock: The Non-European Roots of Mathematics. Wyd. New. Princeton, NJ: Princeton University Press, 2000. ISBN 0-691-00659-8. (ang.). Brak numerów stron w książce
- Leif Sahlqvist: Cardinal Alignments and the Golden Section: Principles of Ancient Cosmography and Design. Wyd. 3rd Rev. Charleston, SC: BookSurge, 2008. ISBN 1-4196-2157-2. (ang.). Brak numerów stron w książce
- Michael S. Schneider: A Beginner’s Guide to Constructing the Universe: The Mathematical Archetypes of Nature, Art, and Science. New York: HarperCollins, 1994. ISBN 0-06-016939-7. (ang.). Brak numerów stron w książce
- A.P. Stakhov: The Mathematics of Harmony: From Euclid to Contemporary Mathematics and Computer Science. Singapore: World Scientific Publishing, 2009. ISBN 978-981-277-582-5. (ang.). Brak numerów stron w książce
- Hans Walser: The Golden Section. Peter Hilton trans.. Washington, DC: The Mathematical Association of America, 2001. ISBN 0-88385-534-8. (ang.). Brak numerów stron w książce
- Aldo Scimone: La Sezione Aurea. Storia culturale di un leitmotiv della Matematica. Palermo: Sigma Edizioni, 1997. ISBN 978-88-7231-993-2. (wł.). Brak numerów stron w książce
- Грант Аракелян: Математика и История Золотого Сечения. Логос, 2014. ISBN 978-5-98704-663-0. (ros.). Brak numerów stron w książce